# سفارة الولايات المتحدة في فرنسا
سفارة الولايات المتحدة في فرنسا هي أرفع تمثيل دبلوماسي لدولة الولايات المتحدة لدى فرنسا. تقع السفارة في باريس وهي تهدف لتعزيز المصالح الأمريكية في فرنسا.

## وصلات خارجية
- الموقع الرسمي
- قائمة سفارات الولايات المتحدة
- قائمة السفارات في فرنسا